# Брава
Брава (порт. Brava, «лесистый, необработанный») — самый маленький по размеру населённый остров Кабо-Верде.
Гористый ландшафт острова сменяют плодородные равнины. Благодаря редкому разнообразию цветущих растений его называют островом цветов.

## География
С геологической точки зрения остров Брава — стратовулкан, не извергавшийся уже примерно 10 тыс. лет. Он является продолжением соседнего острова Фогу, расположенного в 20 км к востоку. Глубина пролива между ними составляет всего несколько сотен метров, в то время как с других сторон остров Брава окружён глубинами более 4000 м уже на расстоянии нескольких километров от берега.
Менее чем в 8 км к северу от Брава находится группа малых необитаемых островов Секуш (англ. Ilhéus Secos), или Сухих, также называемых «Островками Ромба» (порт. Ilhéus Secos, Ilhéus do Rombo). В неё входят два более крупных острова: Гранди (англ. Ilhéu Grande) и Сима (англ. Ilhéu de Cima), — и три совсем мелких: Ду-Рей, Сападу, Луиш-Карнейру (соответственно порт. Ilhéu do Rei, Ilhéu Sapado, Ilhéu  Luís Carneiro). Все эти острова примечательны тем, что заселены колониями очень редких морских птиц, являющимися эндемичными для данного региона. Некоторые из редких птиц Кабо-Верде запечатлены на монетах государства достоинством 50 эскудо.

## История
Остров Брава был открыт в 1462 г. португальскими мореплавателями, первое поселение появилось в 1573 г. Заселение Брава активизировалось после разрушительного извержения вулкана Фогу на соседнем одноимённом острове в 1675 или в 1680 г. В конце XVIII и XIX веке вблизи островов Фогу и Брава процветал американский китобойный промысел. Местные жители часто становились матросами американских судов, которым было необходимо пополнить свои команды. По прибытии в США многие кабовердианцы оседали в новой стране. С тех пор в США существует целая община выходцев из Кабо-Верде.

## Административное деление
| Остров | Муниципалитет | Община                 |
| ------ | ------------- | ---------------------- |
| Брава  | Брава         | Сан-Жуан-Батишта       |
| Брава  | Брава         | Носса-Сеньора-ду-Монти |

## Экономика
Остров известен своим экзотическим промыслом — выращиванием хрозофоры красильной, или лакмусовой травы (Chrozophora tinctoria), что наряду с рыболовством остаётся главной статьёй доходов местных жителей.
Население острова составляет около 6,0-6,5 тыс. чел. Главным населённым пунктом является посёлок Нова-Синтра (англ. Nova Sintra) примерно с 1,8 тыс. жителей. На острове имеются школы, лицей, соборы и одна площадь, носящая имя поэта и композитора морна Эужениу Тавареша (англ. Eugénio Tavares), родившегося на Брава. Весьма существенную финансовую помощь островитянам оказывают эмигрантские организации в США и странах Западной Европы.
На острове был открыт аэропорт (1992), но в 2004 г. из-за преобладания сильных ветров регулярные полёты прекратились, и он был закрыт.